# باتشكا بالانكا
باكا بالانكا (Бачка Паланка) هي مدينة وبلدية في جنوب باكا في مقاطعة فويفودينا ذاتية الحكم في صربيا. وهي تقع على الضفة اليسرى من نهر الدانوب. وفي عام 2011 بلغ عدد سكان البلدة 28,239 نسمة، في حين بلغ عدد سكان بلدية باتشكا بالانكا 52,528 نسمة.

## توأمة
لباتشكا بالانكا اتفاقيات توأمة مع كل من:
- أوترادناي
- كالوش

## أعلام
- كالمان كونراد
- ناتاشا دوشيف يانيتش
- ماركو فوجين
- جاركو شيشوم
- بويان بيليانسكي